# نادي تشونغتشينغ
نادي تشونغتشينغ (بالصينية: 重庆足球俱乐部) هو نادي كرة قدم صيني تأسس في 2010 ، يقع مقره الرئيسي في تشونغتشينغ، ويلعب في الدوري الصيني الدرجة الأولى.